# Diecezja Antipolo
Diecezja Antipolo (łac. Diœcesis Antipolensis) – diecezja rzymskokatolicka na Filipinach. Powstała 24 stycznia 1983 z terenu archidiecezji Manili.

## Główne świątynie
- Katedra: Katedra Niepokalanego Poczęcia Najświętszej Maryi Panny w Antipolo

## Lista biskupów
- Protacio Gungon (1983–2001)
- Crisostomo Yalung (2001–2002)
- Gabriel Villaruz Reyes (2003–2016)
- Francisco De Leon (2016–2023)
- Ruperto Santos (od 2023)